# Спас в Силах (Дионисий)
«Спас в Си́лах» — икона, созданная иконописцем Дионисием около 1500 года для деисусного чина иконостаса Троицкого собора Павло-Обнорского монастыря; с 1936 года находится в собрании Третьяковской галереи (инв. 22971). Авторство было установлено в 1949 году, когда во время реставрации была обнаружена надпись на обороте иконы с датой и именем Дионисия. Благодаря этому обстоятельству удалось определить время создания и атрибутировать Дионисию и остальные дошедшие до нашего времени иконы из иконостаса монастыря: «Распятие», «Уверение Фомы», «Успение Богоматери».

## Происхождение
Икона написана для иконостаса собора монастыря, основанного в 1414 году преподобным Павлом Обнорским близ Вологды. Одна из четырёх дошедших до нашего времени икон, относящихся к «северному периоду» творчества Дионисия. Остальные сохранившиеся иконы иконостаса — «Распятие» (Государственная Третьяковская галерея), «Уверение Фомы» (Государственный Русский музей), «Успение Богоматери» (из местного чина, в настоящее время хранится в Вологодском государственном историко-архитектурном и художественном музее-заповеднике). На основании надписи (обнаружена в 1949 году), вырезанной на обороте «Спаса в Силах», создание всего иконостаса относится к 1500 году:

В ле[то] ЗИ (7008 — 1500) писан диисус и празни-ки и пророци Денисьева письмени.— Надпись на обороте иконы «Спас в Силах»

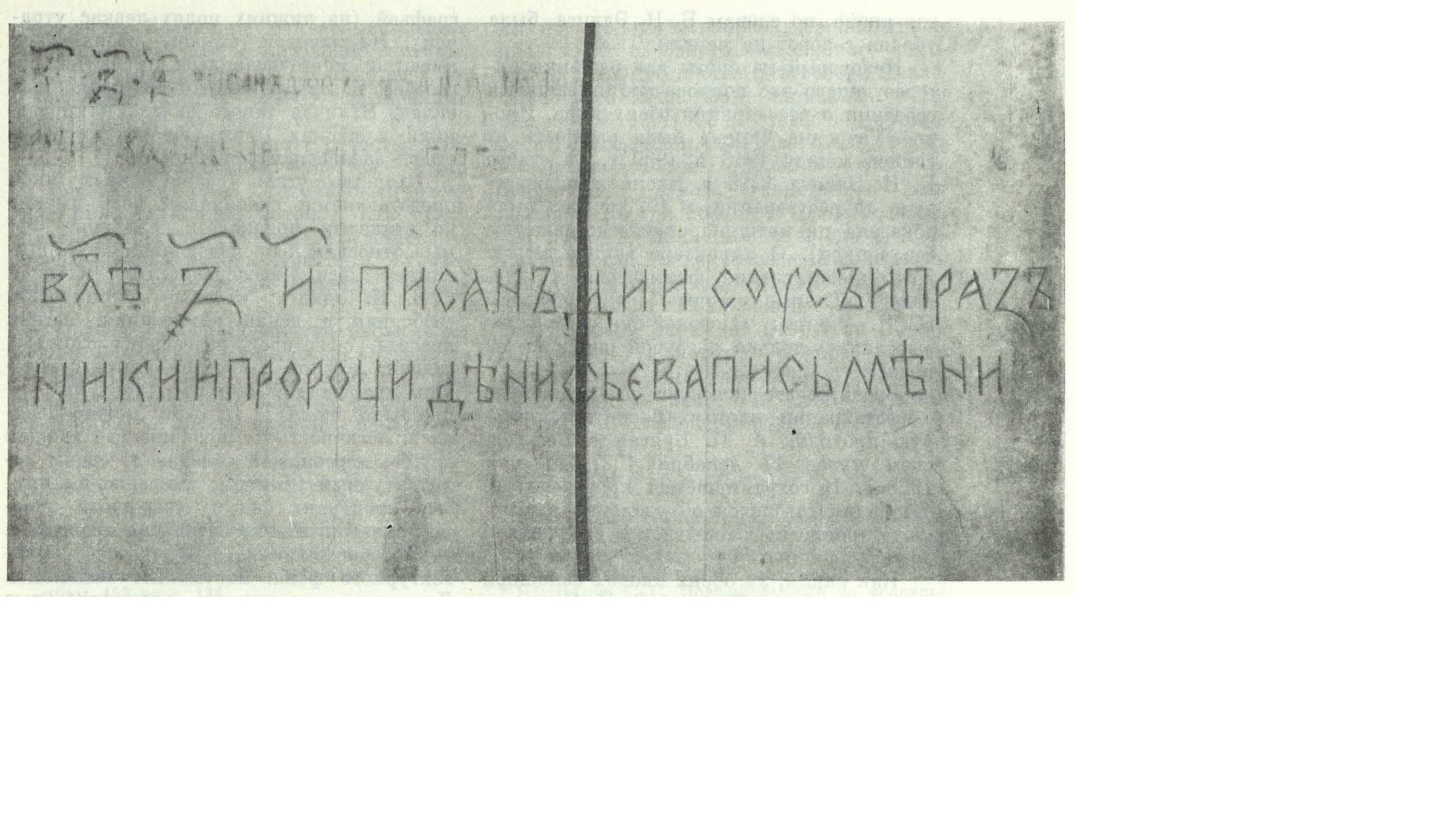
Надписи на обороте «Спаса в Силах»

Как определила палеограф М. В. Щепкина, сама надпись на обороте иконы выполнена в 1530-х годах. Возможно, что резная надпись дублирует другую, сделанную под верхней шпонкой чёрной рефтью, которую в настоящее время можно прочитать лишь частично (первые четыре буквы). По мнению искусствоведа И. А. Кочеткова, у каждого резчика своя манера исполнения, поэтому по палеографическим признакам провести датировку резной надписи не представляется возможным, по крайней мере с такой точностью.
Каменный Троицкий собор монастыря был построен в 1505—1516 годах Василием III, до наших дней не сохранился. Вероятней всего, иконостас создавался для старого деревянного собора.
В 1853 году «Спас в Силах», отделённый от иконостаса, висел на левом столпе собора. В 1932 году икона поступила в Грязовецкий музей, позднее — в Вологодский, оттуда передана 10 мая 1936 года в Третьяковскую галерею.

## Атрибуция
В. И. Антонова (1952) датировала икону 1500 годом и атрибутировала её Дионисию, опираясь на надпись на обороте доски, обнаруженную в ходе реставрации 1949 года. Атрибуция была принята специалистами, хотя и с оговорками: так, В. Н. Лазарев указывал, исходя из дат строительства нового Троицкого собора, на слишком раннюю датировку «Спаса в Силах». В то же время исследователи, анализируя стилистику сохранившихся участков авторской живописи, отмечают её высочайшее мастерство. Утончённость композиционного решения, виртуозный рисунок и гармоничные цветовые сочетания, характерные для Дионисия, подкрепляют принятую атрибуцию.

## Иконография
Иконография «Спаса в Силах» (подтип Спаса Вседержителя) отсылает к Откровению Иоанна Богослова, где Христос представлен в том образе, в котором он должен явиться в конце времён, а также по видениям пророков Иезекииля (Видение славы Господней) и Исайи. Это одна из главных православных икон, размещающаяся в центре иконостаса.
Изображения Христа во славе среди небесных сил и символов евангелистов, восходящие к ветхозаветной эсхатологии и Апокалипсису, появились ещё в раннехристианский период и были очень популярны в западноевропейском изобразительном искусстве Средневековья. Классический тип иконографии «Спаса в Силах» сформировался на Руси, исследователи связывают это обстоятельство с возникновением в конце XIV — начале XV века высокого иконостаса. «Спас в Силах» становится традиционным средником в деисусном чине этого вида иконостаса. Самый древний русский образ «Спаса в Силах» — икона из деисуса Благовещенского собора Московского Кремля.

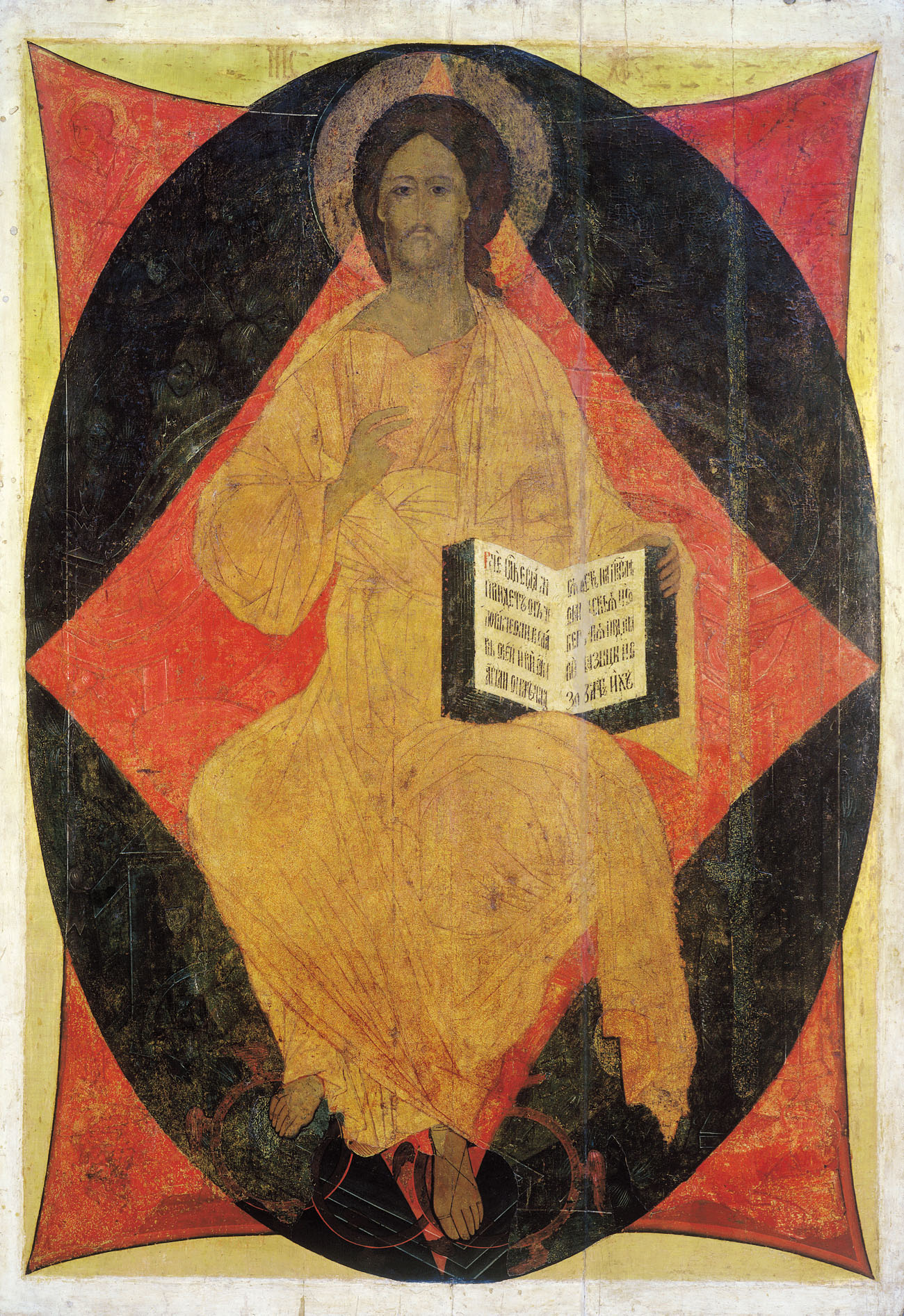
А. Рублёв. Спас в Силах. 1408 год. Из деисусного чина Успенского собора во Владимире. В настоящее время в Третьяковской галерее

## Описание
Построение композиции Дионисия схоже с образом Андрея Рублёва «Спас в Силах» (1408, Успенский собор, Владимир). Возможно, Дионисий был знаком с рублёвской иконой. Это могло произойти в период работы Дионисия над иконостасом Успенского собора Московского Кремля (1481). Состав иконостаса кремлёвского собора и количество икон, входивших в него, известны по древним описям и соответствуют владимирскому иконостасу. Совпадают и размеры икон в обоих иконостасах. Исследователи считают подобное сходство неслучайным, возможно, условием заказа было соответствие изобразительной программе и исполнению рублёвского иконостаса, а Дионисий, в таком случае, мог специально ознакомиться с владимирскими иконами и даже использовать в работе прориси с них.
Спас из Павло-Обнорского монастыря почти полностью повторяет владимирский образ Рублёва, однако есть и различия между двумя иконами. У Дионисия композиция несколько стеснена границами ковчега, поэтому соотношения между высотой и шириной фигуры Христа и славы другие. Изменено положение правой ноги Спаса.
Спас в охряном хитоне восседает на фоне красного ромба с вогнутыми сторонами (мир невидимый), который располагается в голубовато-зелёном овале славы (мир духовный), в свою очередь вписанном в красный прямоугольник с вогнутыми сторонами (Земля). Символы четырёх евангелистов: телец, орёл, лев и ангел, изображены в красных парусах — углах прямоугольника. В овале славы проступают контуры «сил небесных» — серафимов и херувимов. Рисунок трона и подножия выполнен белыми линиями. Спинка трона полукруглая, на нём лежат подушки. Подножие опирается на красные круги ангелов «тронов» — крылатые колёса со множеством глаз. В левой руке Христос держит раскрытое Евангелие с надписью на церковнославянском языке: «Приидите ко мни вси труждающиися и обремененнии, и азъ упокою вы: возмите иго моё на себе и научитеся от мене, яко кротокъ есмь и смиренъ сердцемъ». С XV века иконописцы всё чаще включали в свои композиции евангельские цитаты. Правая рука поднята в благославляющем жесте. От Христа к углам протянуты лучи из золотых линий, ограниченных двумя белыми линиями каждая.
Одежда Спаса и слава прописаны корпусно, плотным слоем краски. Хитон золотисто-охряный, линии складок прорисованы вишнёво-коричневым цветом, складки расписаны золотым ассистом. Драпировка гиматия с многочисленными складками сложного очертания. Один край гиматия на левом плече Христа, другой — на левом колене. Фигура Христа обведена коричневым и золотым контурами. Руки, ступни, лицо там, где сохранилась авторская живопись, выполнены охрой плавью (сильно разведённой краской) по светло-оливковой основе лицевого письма (санкирю). Нимб, фон, поля золочёные, перекрестие на нимбе прорисовано красной краской.
Символом евангелиста Иоанна в надписи на иконе называется лев, а не традиционный орёл.

## Сохранность и реставрация

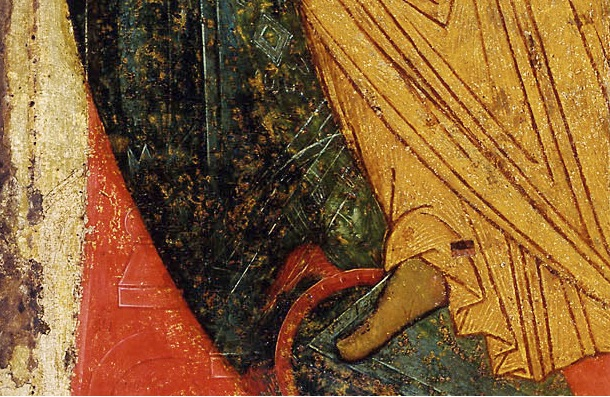
Дионисий. Спас в Силах. Фрагмент. Часть записи, оставленная после расчистки иконы

Живопись лица и одежд Спаса сохранились плохо. На хитоне фрагментарно авторская живопись. Гиматий тонирован в цвет, более тёмный, чем первоначальный. Потёртости и утраты авторской живописи видны по всей поверхности. Надпись на Евангелии прописана по первоначальным очертаниям с небольшими искажениями некоторых букв. Плохо сохранился рисунок символов евангелистов. На сине-зелёном овале оставлен слой старой олифы. Частично остались позднейшие записи и тонировки, сделанные при реставрациях. Одежды прописаны охрой со штрихами на складках сусальным золотом (ассистом). Авторское лицевое письмо сохранилось на небольших участках — верхняя часть и шея, краски поновлялись в XVI и XVII веках. Видимо, в XVI веке запись была сделана красноватым тоном, изменившим изначальный колорит образа. Предположительно в XVIII—XIX веках нижняя часть лика, где авторская живопись не сохранилась, была проложена коричневато-оливковым санкирем с нанесением вторым слоем красноватой охры. На нижнем поле видна красная опушь — линия контрастного цвета, проводившаяся по внешнему краю поля иконы. На полях сильно утрачен грунт до паволоки и основы левкаса, особенно пострадало в этом отношении верхнее поле.
Пробные раскрытия иконы были сделаны в Вологодском музее художником-реставратором Н. И. Брягиным в 1933 году. Полное раскрытие, со снятием трёх слоёв поздних записей, — в декабре 1949 года (по сообщению В. И. Антоновой). Контуры черт лица Спаса были фрагментарно обновлены при реставрации. Несколько записей оставлено при реставрационной расчистке: на гиматии у правой ступни, в верхнем левом углу прямоугольника, символизирующего Землю, и на нижнем поле иконы.
Почитание
Икона «Спас в силах» чтится православными верующими в дни великих христианских праздников, и в особенности во время празднования Спаса: 14 (Медовый), 19 (Яблочный) и 29 (Хлебный) августа.

## Комментарии
1. ↑  Размеры утраченных икон из кремлёвского собора определяются по существующим тяблам иконостаса[6].
2. ↑  (Мф. 11:28-29).
3. ↑  На иконе Рублёва надписи не сохранились[6].